# Teatre grecoromà de Taormina

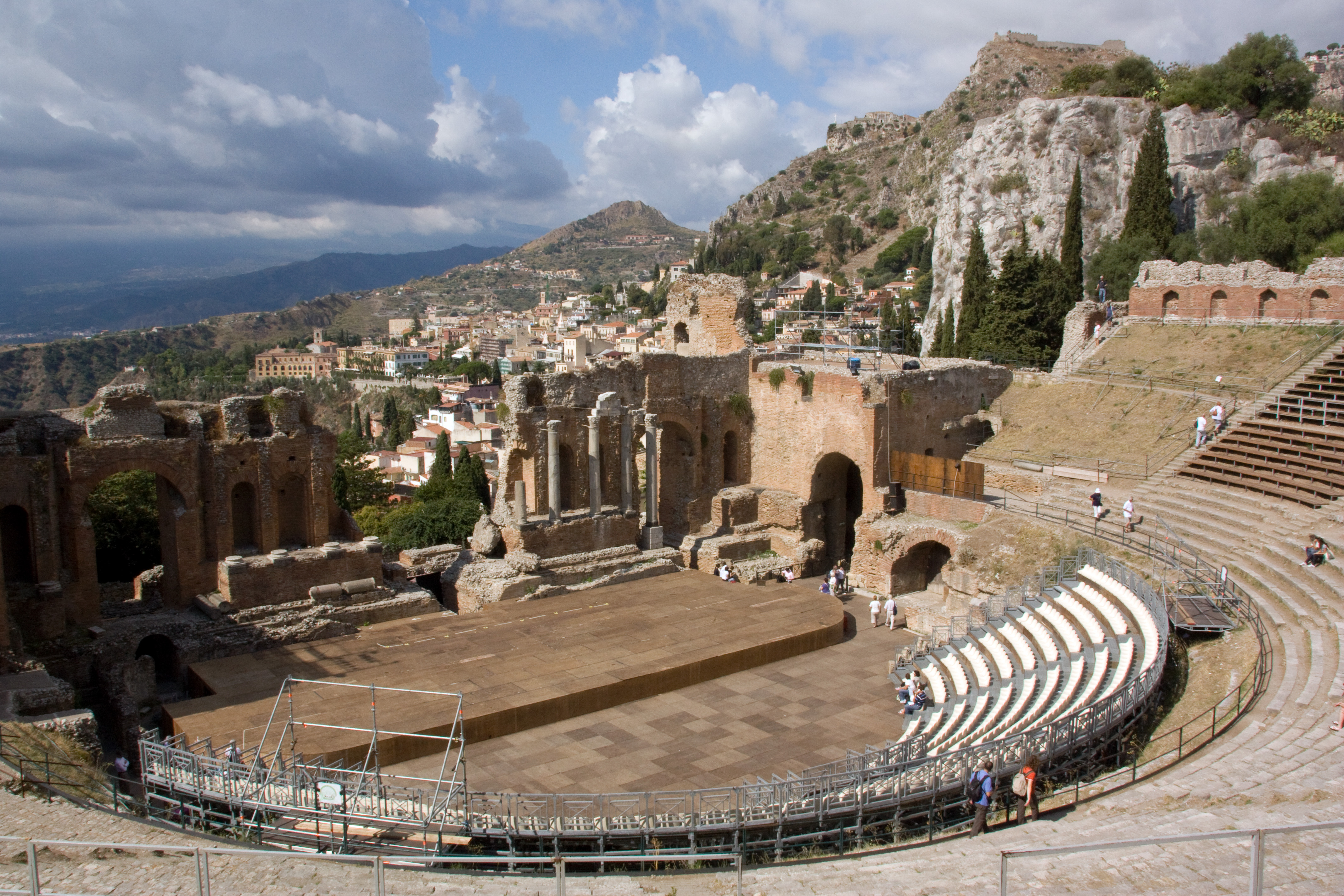
El teatre grecoromà de Taormina (Sicília)

El Teatre grecoromà de Taormina, començat al segle iii aC està situat a l'antiga ciutat grega, després romana, de Tauromènion, a Sicília, avui Taormina. El teatre és prop del centre de la ciutat, a l'est del promontori. És una de la ruïnes més preuades de Sicília atès el seu bon estat de preservació i el seu bell emplaçament. Té 109 m de diàmetre (el segon més gran després del de Siracusa). Està dividit en nou sectors i amb capacitat per acollir fins a 5.400 espectadors.
L'estructura original data del segle III aC. Així ho documenten les restes del mur de blocs isodòms, incorporat a l'edifici de l'escenari, i tres seients inscrits de la càvea. Les restes del petit edifici sagrat a la part superior de la càvea daten del mateix període. Tanmateix, és parcialment romà en el seu aspecte visible avui dia. L'estructura original estava vinculada a un petit santuari del qual la base es manté al mirador que domina la cavea.
L'edifici va ser reconstruït per primera vegada a l'època republicana o a principis de l'Imperi, potser sota August, però les formes que coneixem avui dia daten d'una expansió a la primera meitat del segle II dC. L'edifici va assolir un diàmetre màxim de 109 metres, amb una orquestra de 35 metres de diàmetre, per a una capacitat d'aproximadament 10.000 espectadors.
En ple i tardà Imperi, l'edifici es va adaptar per acollir venationes (espectacles de lluites entre gladiadors i bèsties ferotges): l'orquestra es va transformar en una arena substituint les escales inferiors per un passadís voltat que connectava amb un hipogeu al centre de la plaça, on la maquinària escènica permetia els "efectes especials" de la lluita. Finalment, a finals de l'antiguitat, es va construir el pòrtic que hi havia darrere l'escena. El seu abandonament probablement es deu al setge dels vàndals i la consegüent decadència de l'Imperi.
El 2017 el teatre va ser l'escenari d'alguns concerts, així com de la desfilada principal del G7 celebrada a Taormina.